# 69228 Kamerunberg
69228 Kamerunberg è un asteroide della fascia principale. Scoperto nel 1977, presenta un'orbita caratterizzata da un semiasse maggiore pari a 1,8972266 UA e da un'eccentricità di 0,0697343, inclinata di 22,06629° rispetto all'eclittica.